# Emmental-Burgdorf-Thun-Bahn
De Emmental–Burgdorf–Thun-Bahn (afgekort EBT) is een voormalige spoorwegonderneming in Zwitserland en had zijn hoofdkantoor in Burgdorf gelegen in het kanton Bern. De Emmental–Burgdorf–Thun-Bahn (EBT) ontstond op 1 januari 1942 door een fusie van de Burgdorf–Thun-Bahn (BTB) en de Emmentalbahn (EB). De onderneming ging 1 januari 1997 op in de Regionalverkehr Mittelland (RM). De Regionalverkehr Mittelland (RM) fuseerde in juni 2006 met de BLS Lötschbergbahn tot een nieuwe BLS AG en werd vanaf 27 juni 2006 operationeel.

## Geschiedenis
De Emmental–Burgdorf–Thun-Bahn (EBT) ontstond op 1 januari 1942 door een fusie van de Burgdorf–Thun-Bahn (BTB) en de Emmentalbahn (EB). De EBT ging daarna een samenwerking aan met de Vereinigte Huttwil-Bahnen (VHB) en de Solothurn-Münster-Bahn (SMB). De bedrijfsvoering van deze samenwerking werd door de EBT uitgevoerd. Op 1 januari 1997 werd deze samenwerking omgezet in een fusie waardoor de Regionalverkehr Mittelland (RM) ontstond.

## Trajecten
De Emmental–Burgdorf–Thun-Bahn had de beschikking over de volgende trajecten:
- Solothurn - Langnau, spoorlijn tussen Spoorlijn Solothurn en Burgdorf naar Langnau im Emmental
- Thun - Burgdorf, spoorlijn tussen Thun en Burgdorf

- Solothurn–Burgdorf: 20.74 km (EB)
  - Biberist–Burgdorf, geopend 26 mei 1875
  - Solothurn–Biberist, geopend 4 december 1876 door (SCB)
- Burgdorf–Hasle-Rüegsau: 6.93 km (EB), geopend 12 mei 1881
- Hasle-Rüegsau–Obermatt(–Langnau): 11.97 km (EB), geopend 12 mei 1881
- Hasle-Rüegsau–Thun: 33.82 km (BTB), geopend 21 juli 1899

## Elektrische tractie
Het netwerk van de Emmental–Burgdorf–Thun-Bahn is geëlektrificeerd met een spanning van 15.000 volt 16.7 Hz wisselstroom.